# Boczów (Petite-Pologne)
Pour les articles homonymes, voir Boczów.
Boczów (prononciation : [ˈbɔt͡ʂuf]) est une localité polonaise de la gmina de Łapanów, située dans le powiat de Bochnia en voïvodie de Petite-Pologne.